# Caviedes
Caviedes es una localidad española del municipio de Valdáliga, perteneciente a la comunidad autónoma de Cantabria.

## Toponimia
El nombre del lugar puede encontrarse con las grafías «Caviedes» y «Cabiedes».

## Geografía
La localidad se encuentra situada a 3,3 kilómetros de la capital municipal, Roiz.
El monte Corona es una masa forestal de gran interés natural y paisajístico. Alberga abundante fauna y flora con praderías y bosques autóctonos y permite divisar panorámicas del conjunto de La Marina.

## Historia
Hacia mediados del siglo XIX, el lugar, ya por entonces perteneciente a Valdáliga, tenía contabilizada una población de 230 habitantes. Aparece descrito en el quinto volumen del Diccionario geográfico-estadístico-histórico de España y sus posesiones de Ultramar de Pascual Madoz con las siguientes palabras:

CABIEDES: l. en la prov. y dióc. de Santander (10 leg.), part. jud. de San Vicente de la Barquera (1 1/2), aud. terr. y c. g. de Burgos, ayunt. de Valdaliga: sit. al pie del monte de la Corona Grande cerca del r. Escudo; su clima bastante sano. Tiene unas 42 casas divididas en 2 barrios, titulados Ballines y San Pedro; igl. parr. (San Justo y Pastos), servida por un cura, y escuela de primeras letras, dotada por particulares, cuyo edificio fué construido hace 3 años. El terreno es de mediana calidad, participa de monte y llano; este algun tanto fertilizado por las aguas del Escudo, y aquel cubierto de robles, hayas y otros arbustos. prod.: maiz, alubias, alguna fruta y buenos pastos: cria ganado lanar y cabrio, y recria de caballar. pobl.: 42 vec., 230 alm. contr. con el ayunt.
(Madoz, 1846, p. 37)

## Geografía humana

### Organización territorial
La entidad singular de población está conformada por los siguientes núcleos de población:
- Caviedes
- San Pedro
- Vallines

### Demografía
En 2023, la entidad singular de población de Caviedes tenía empadronados 217 habitantes y el núcleo de población, 149.

## Patrimonio

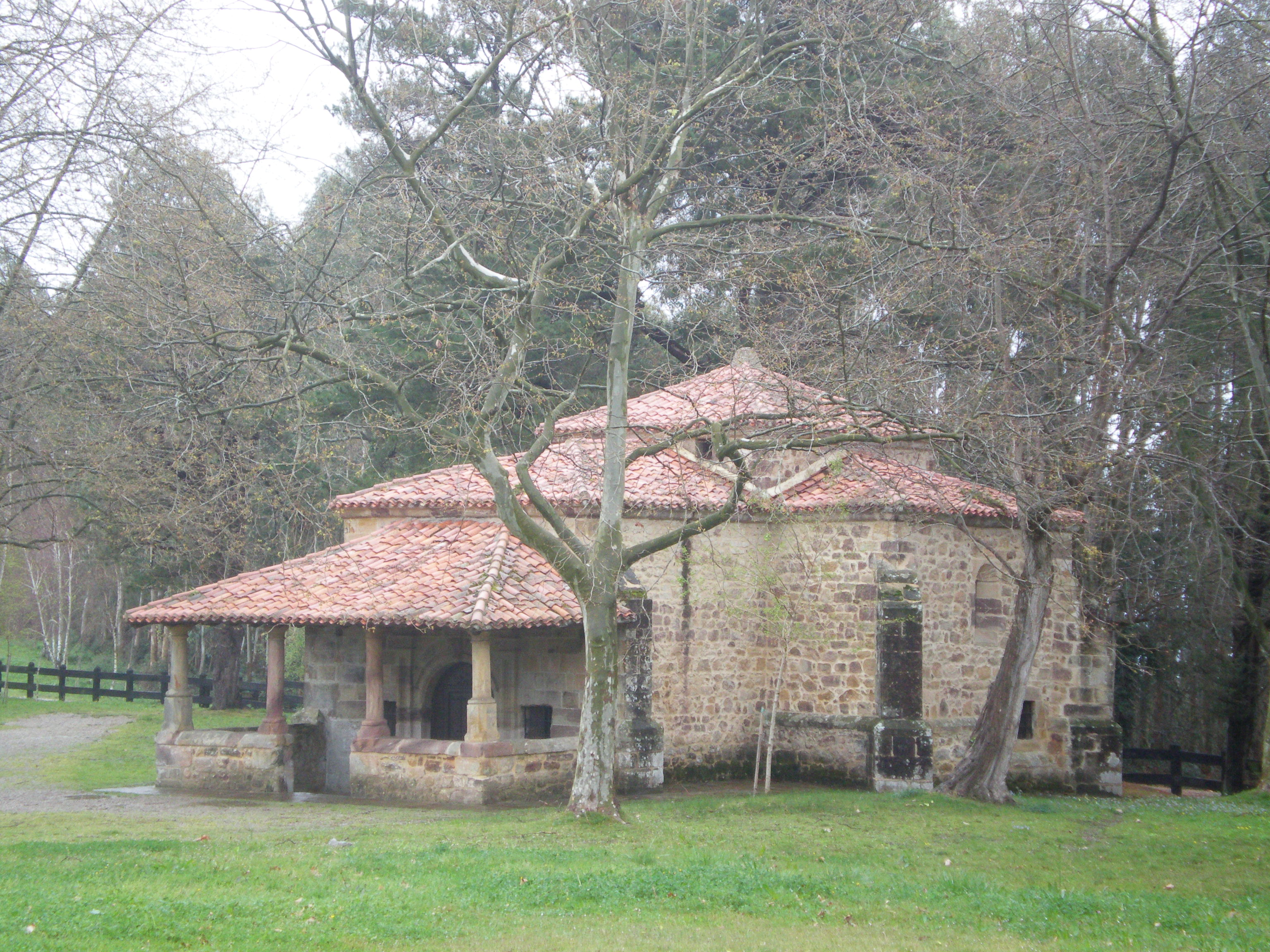
Ermita de San Antonio en el Monte Corona.

Destaca la iglesia del siglo XVIII dedicada a San Justo y San Pastor, a la cual pertenecen dos ermitas en el Monte Corona, la de San Antonio de Padua, del siglo XVIII también y la de la Santa Cruz, hoy en ruinas. También destacan en el barrio de Vallines la pequeña capilla de San Juan Bautista, así como la arquitectura típica que se hace eco en la zona, destacando dos casonas, la una de gran tamaño, con un gran patio y un portón al frente, y la otra, también de gran tamaño, bien conservada, con amplios jardines y perteneciente al titular del marquesado de Navarrés, don Carlos Álvarez de Toledo y Satrústegui. Existe también una casa-torre en este pueblo.
La arquitectura típica está presente no solo en las grandes casonas sino también en las sencillas pero hermosas viviendas, separadas por cortafuegos de piedra, con amplias balconadas y tejados a dos aguas.
Cuenta Caviedes con las instalaciones de las antiguas Escuelas Nacionales y un pequeño museo al herrador, así como con una bolera. Del mismo modo, el barrio de Vallines cuenta también con una de estas instalaciones deportivas.

## Premios a la localidad
La localidad de Caviedes fue galardonada con el Premio Pueblo de Cantabria en 2006.

| Predecesor: Novales | Premio Pueblo de Cantabria 2006 | Sucesor: Puente Viesgo |